# Griot (Rapper)
Griot, ehemals Mory (auch: Brewz Banna R.V., The Dick, Black Pitt, Riddick Blow, Di Wissi Linie und John Drummond), bürgerlich Mory Kondé, ist ein Schweizer Rapper guineischer Abstammung.
Das Pseudonym Brewz Banna R.V. ist eine Abwandlung des Charakters Bruce Banner aus dem Film Hulk und dem englischen Wort "brew" für Bier. R.V. steht für rhetorisch versiert, für die Turboversion – wie ein Auto mit Kompressor – erklärte er 2007 in einem Interview mit hiphop.de.

## Biografie
Griot hat westafrikanische Wurzeln und ist in Binningen in der Region Basel aufgewachsen.
Am 1. Februar 2004 gründete er mit Tarik Benziad in Binningen eine Kollektivgesellschaft namens "Benziad & Kondé Enterprises", zum Zweck der Planung, Ausschreibung und Durchführung von Kursen im Musikbereich, und Handel mit Waren aller Art, insbesondere Import und Verkauf von Textilien, welche am 17. Mai 2006 wieder aufgelöst wurde.
Er steht beim Label Universal Music unter Vertrag, wo er ein Sublabel namens Shotta Music gründete. Ab dem Album „s'Neue Testament“ nannte er sich Griot. Er veröffentlichte mehrere Mixtapes (fuck off-, Game Over- & Killertape) und verschenkte Platten an Clubs (Clubseries). Er ist durch die Zusammenarbeit von NoCode und Optik Records als Optik Schweiz auf dem Crew-Sampler Optik Schweiz - Wer hatz erfunden? vertreten. Mit seinem Debütalbum Strossegold, das über Universal Music veröffentlicht wurde, erreichte er 2006 Platz 18 der Schweizer Albumcharts. Des Weiteren wurde es als „Bestes Rap Album des Jahres“ mit dem Slangnacht-Award ausgezeichnet.
Er gründete 2006 sein eigenes Label Shotta Music. Im November 2007 erschien ein weiteres Mixtape von Griot, mit dem Titel "Strosseparade", auf dem unter anderen Kool Savas, Snaga & Pillath und Sentino Gastbeiträge haben. Er ist unter anderem auch auf dem Mixtape von DJ Sweap & DJ Pfund 500 Wir nehmen auch Euro, das über Aggro Berlin veröffentlicht wurde, mit zwei Tracks vertreten.
Griot lancierte parallel zu den Aufnahmen zu „Strosseparade“ seine eigenen Web-TV-Kanäle auf Youtube mit den Namen Shotta TV und Shotta TV Sports.
Im 2007 entstandenen Film Breakout hatte er einen Gastauftritt in der Rolle als Breakdancebattle-Moderator.
Im Jahr 2010 kündete Griot seinen Rücktritt als Rapper an. Im Vorfeld der Veröffentlichung von MiCH macht Griot die Fortsetzung seiner Karriere vom Erfolg des Albums abhängig. Er behauptete, es fehle in der Schweizer Rapszene der Respekt an der Kunstform Rap und er selbst wäre nie als Künstler wahrgenommen worden, sondern immer gleich in die Gangster-Schublade gesteckt.
Seit Mai 2013 ist Griot Moderator vom Podcast "zwei Bünzlis", in welchem Humor grossgeschrieben und Ernsthaftigkeit unter allen Umständen vermieden werden soll.
Sein Bruder Oumar Kondé war früher Fussballprofi und spielte unter anderem beim deutschen SC Freiburg sowie beim FC Zürich in der Schweiz.

## Diskographie

### Alben
- 1998: s'Rosebett (EP)
- 1999: Dynamite (Mixtape)
- 2000: Limited Edition (EP)
- 2002: S'Neue Testament
- 2006: Strossegold
- 2007: Strosseparade (Mixtape)
- 2010: miCH

### Kollaborationen und sonstige Veröffentlichungen
- 2003: Streetseries pt.1: Fuck Off Tape
- 2004: Streetseries pt.2: Game Over
- 2004: Streetseries pt.3: Killertape
- 2003: Beat Leggers pt. 1
- 2004: Beat Leggers pt. 2
- 2005: Transitline Mixtape: DJ Sweap & DJ Kitsune
- 2007: Guns'n'Roses - R&B takeover DJ Ron & DJ Shusta

### Singles
- 2006: Movement
- 2007: Innercity Blues (feat. Ginjah)
- 2007: Wievielmal (feat. Kaled Ibrahim)
- 2008: Es tuet mir leid

### Disstracks
- 2005: Zwärge Wärfä (Diss gegen Bandit)
- 2006: Flitzer (feat. E.K.R.) (Diss gegen Gimma)